# Parafia Świętych Apostołów Piotra i Pawła w Kaszycach
Parafia Świętych Apostołów Piotra i Pawła w Kaszycach − parafia rzymskokatolicka znajdująca się w archidiecezji przemyskiej w dekanacie Radymno I.

## Historia
W 1397 roku pojawiła się wzmianka o Kaszycach. W 1655 roku Febroniusz z synem Spytkiem z Pantalowic ufundowali kaplicę filialna. Podczas reformacji kalwińskiej kaplicę zamieniono na zbór. W 1683 roku po nawróceniu się Chrystiana Gorajskiego, bp Jan Stanisław Zbąski ponownie przyłączył kaplicę filialną do Pantalowic. 14 czerwca 1724 roku dekretem bpa Jana Krzysztofa Szembeka została erygowana parafia, z wydzielonego terytorium parafii Pantalowice, a pierwszym proboszczem został ks. Jan Mościcki. W 1741 roku zbudowano drewniany kościół, który w czerwcu 1744 roku otrzymał wezwanie pw. Świętych Apostołów Piotra i Pawła. W 1751 roku bp Wacław Hieronim Sierakowski poświęcił kościół. W 1898 roku zbudowano murowany kościół, który 1 czerwca 1907 roku konsekrował bp Józef Sebastian Pelczar.
7 marca 1943 roku Niemcy prawdopodobnie z Ukraińcami przeprowadzili pacyfikację Kaszyc, w której zginęło od 119 do nawet 146 osób.
W 1986 roku pojawiły się spękania ścian kościoła, który również był już za mały dla zwiększonej liczby wiernych. W 1989 roku rozebrano kościół, a msze święte odprawiano w salce katechetycznej i stodole. W krótkim czasie od kwietnia do października zbudowano obecny murowany kościół, a 1 listopada 1989 roku odprawiono pierwszą mszę świętą. 29 czerwca 1990 roku bp Ignacy Tokarczuk poświęcił nowy kościół. 29 czerwca 2002 roku abp Józef Michalik dokonał konsekracji kościoła.
Na terenie parafii jest 1 089 wiernych.
Proboszczowie parafii:
1849–1887. ks. Michał Olszewski.
1887–1894. ks. Jan Moszkowicz.
1894–1904. ks. Wojciech Szmyd.
1904. ks. Szymon Bałaban (administrator excurrendo z Bolestraszyc).
1904–1910. ks. Stanisław Lechicki.
1911–1947. ks. Jan Świdnicki.
1947–1971. ks. Antoni Soszyński.
1971–2002. ks. Tadeusz Kulak.
2002–2004. ks. Stanisław Kulikowski.
2004–2011. ks. Wojciech Kisiel.
2011– ks. Józef Zdeb.